# Albany (Texas)
Albany és una població dels Estats Units a l'estat de Texas. Segons el cens del 2000 tenia 1.921 habitants.

## Demografia
Segons el cens del 2000, Albany tenia 1.921 habitants, 746 habitatges, i 531 famílies. La densitat de població era de 504,6 habitants/km².
Dels 746 habitatges en un 33,1% hi vivien nens de menys de 18 anys, en un 59,1% hi vivien parelles casades, en un 8,7% dones solteres, i en un 28,7% no eren unitats familiars. En el 27,3% dels habitatges hi vivien persones soles el 16,1% de les quals corresponia a persones de 65 anys o més que vivien soles. El nombre mitjà de persones vivint en cada habitatge era de 2,51 i el nombre mitjà de persones que vivien en cada família era de 3,08.
Per edats la població es repartia de la següent manera: un 27% tenia menys de 18 anys, un 6,4% entre 18 i 24, un 25,4% entre 25 i 44, un 23% de 45 a 60 i un 18,3% 65 anys o més.
L'edat mediana era de 39 anys. Per cada 100 dones de 18 o més anys hi havia 83,2 homes.
La renda mediana per habitatge era de 31.563 $ i la renda mediana per família de 40.592 $. Els homes tenien una renda mediana de 28.846 $ mentre que les dones 17.411 $. La renda per capita de la població era de 17.470 $. Aproximadament el 8,1% de les famílies i el 9,2% de la població estaven per davall del llindar de pobresa.

## Poblacions més properes
El següent diagrama mostra les poblacions més properes.